# Yórgos Tzavéllas
Ne doit pas être confondu avec Yióryos Tzavéllas.
Yórgos Tzavéllas (grec moderne : Γιώργος Τζαβέλλας), né en 1916 à Athènes et décédé dans cette même ville le 18 octobre 1976, était un réalisateur grec.

## Biographie
Il fut très tôt attiré par le théâtre et le cinéma. Il ne fit cependant pas d'études de cinéma : il fut un véritable autodidacte. Pendant ses études de  droit, il écrivit en 1936 avec Níkos Tsifóros une opérette Le Voleur de mon cœur qui devint célèbre.
En 1944, il signa Applaudissements, film considéré comme un chef-d'œuvre. Après avoir commencé sa carrière chez Novak Film, il fut engagé à la Finos Film. Tous ses films furent des succès publics et critiques. Cependant, les transformations de la production cinématographique grecque à la fin des années 1960 le poussèrent à prendre sa retraite. Il ne tourna ainsi que douze films en vingt ans de carrière. En fait, il apportait un soin tout particulier à ses films dont il était et le réalisateur et le scénariste. Il était très exigeant envers ses acteurs. Il désirait différencier le cinéma du théâtre : il obligeait ses acteurs à perdre leurs réflexes de théâtre. Il était aussi très strict sur l'image et les décors pour éviter l'aspect factice du théâtre. Il devint la bête noire de ses producteurs, mais ses films étaient toujours des succès populaires (et donc des réussites financières).
Une des caractéristiques principales du style de Tzavéllas est sa parfaite gestion des espaces intérieurs. Dès son premier film, il démontre sa maîtrise de l'éclairage, de l'espace et de la photographie. Ses scènes fourmillent de détails multipliant les lectures de textes et sous-textes. La lecture de l'image par le spectateur est sans cesse interrompue par des détails signifiants. La narration se fait donc à deux niveaux : celui de l'action et celui de l'image. Plutôt conservateur politiquement, il n'en fut pas moins un des auteurs les plus humanistes du cinéma grec. Tzavéllas voulait faire passer, dans tous ces films, cette idée qu'il n'y avait pas réellement de distinctions de classe en Grèce : il les faisait tous finir dans la réconciliation générale.
Il fut aussi président du centre du cinéma grec en 1974.
En 1964, il fit partie du jury à la Berlinale.
En parallèle de sa carrière cinématographique, il poursuivit ses mises en scène de théâtre.

## Filmographie
Yórgos Tzavéllas fut le réalisateur et le scénariste de chacun de ses films.
- 1944 : Applaudissements
- 1946 : Visages oubliés
- 1948 : Marinos Kontaras
- 1950 : L'Ivrogne
- 1952 : L'Agnès du port
- 1952 : Le Grognon
- 1953 : Le Petit Chauffeur
- 1955 : La Fausse Livre d'or
- 1956 : Jaloux comme un tigre
- 1958 : On ne vit qu'une fois
- 1961 : Antigone
- 1965 : Et la femme craindra son mari

## Récompenses
- Semaine du cinéma grec 1961 (Thessalonique) : Sélection (Antigone)